# 昭山
昭山（しょうざん）は、中華人民共和国湖南省湘潭市岳塘区にある山である。標高は185m。

## 文化
周の昭王はここまで南巡し、昭潭に没したと伝えられています。
北宋の画家である米芾の「瀟湘八景」の一つである「山市晴嵐」は昭山を指す。

## 寺院
- 昭山寺
- 観音寺